# Сигізмунд (дзвін)
Сигізму́нд, або Зи́гмунд (пол. Dzwon Zygmunt) — назва найвідомішого польського дзвона, одного з п'яти дзвонів, що знаходяться на Вежі Сигізмунда, що розташовується в північній частині кафедрального собору святих Станіслава і Вацлава у Кракові, Польща. Дзвін названий на честь польського короля Сигізмунда I Старого. Дзвін дзвонить в певні католицькі та національні польські свята. Вважається одним з національних польських символів. До «Сигізмунда» найбільшим дзвоном в Польщі був дзвін «Tuba Dei».

## Історія
Дзвін був відлитий в 1520 році в Кракові нюрнберзьким ливарем Гансом Бегамом. 9 липня 1521 дзвін був встановлений на Вежі Сигізмунда, 13 липня 1521 вперше прозвучав його голос.
Існувала думка деяких середньовічних польських істориків, які стверджували, що дзвін був вилитий з трофейних молдавських гармат, захоплених під час битви під Обертином. Ця думка спростовується датою установки дзвону, яка відбулась через десять років після цієї битви. Існує й інша думка, яка стверджує, що дзвін був вилитий з металу московських гармат, захоплених під час битви під Оршею в 1514 році.
У XIX столітті язик дзвону тричі відривався. В даний час старі язики дзвону можна побачити при вході в башту Сигізмунда.
До 1999 року Зигмунд був найважчим дзвоном у Польщі, коли в базиліці Пресвятої Діви Марії Королеви Польщі в Ліхені Старому був встановлений дзвін Марія Богородиця, який важить близько 15 тон.
У 2000 році напередодні Різдва на дзвоні з'явилася тріщина.

### В даний час
Сьогодні Сигізмунд  б'є у моменти, важливі для Кракова та Польщі, серед іншого в останні роки:
- 13 липня 2021 року – з нагоди власного 500-річчя Зигмунт дзвонив двічі: близько 17:15 та о 21:00.[4]
- 2 вересня 2021 року – після смерті настоятеля Вавельського собору о. Здзіслав Сохацький.
- 6 березня 2022 року - пролунав дзвін на знак підтримки воюючої України, на яку 24 лютого 2022 року напала Росія.
- 31 grudnia 2022 – po śmierci Benedykta XVI.
- 5 січня 2023 року – під час похорону Бенедикта XVI у Ватикані.

## Технічні характеристики
Загальна маса дзвону становить близько 12 600 кілограм, саме тіло дзвону важить 9 650 кілограм. Висота дзвону становить 241 см, діаметр — 242 см, об'єм — 1,2 м³ Товщина стінок від 7 до 29 см. Нинішній язик важить 365 кілограм (на 42 більше маси попередніх язиків) і прикріплюється до дубового хомута розміром 308 см в довжину і 219 см у висоту. «Сигізмунд» зроблено зі сплаву міді (80%) і олова (20%). На дзвоні відлиті зображення святих Сигізмунда і Станіслава, а також Польського Орла та Литовської Погоні. На верхній частині чаші нанесено напис латинською мовою: «DEO OPT[IMO] MAX[IMO] AC VIRGINI DEIPARAE SANCTISQVE PATRONIS SVIS DIVVS SIGISMVNDVS POLONIAE REX|CAMPANAM HANC DIGNAM ANIMI OPERVMQVE AC GESTORVM SVORVM MAGNITVDINE FIERI FECIT ANNO SALVTIS a poniżej data MDXX».

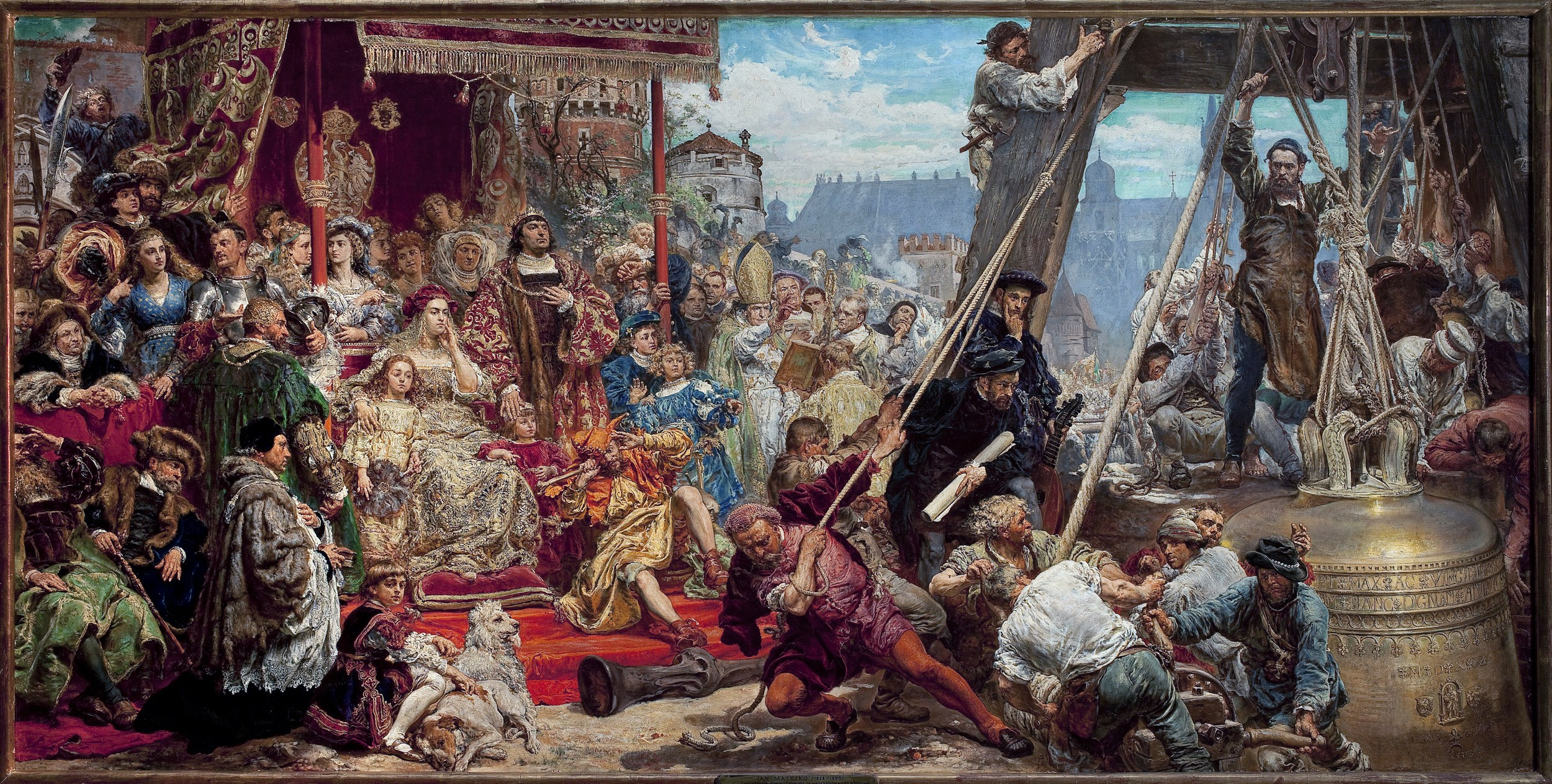
Встановлення Сигізмунда, картина Яна Матейко

## Цікаві факти
Щоб розкачати «Сигізмунда» потрібно 12 чоловіків (по 6 з обох боків).